# Idjena
Idjena is een geslacht van hooiwagens uit de familie Podoctidae.
De wetenschappelijke naam Idjena is voor het eerst geldig gepubliceerd door Roewer in 1927. 

## Soorten
Idjena is monotypisch en omvat slechts de volgende soort:
- Idjena dammermani